# シルヴィア・クゼミエン
シルヴィア・クゼミエン（ポーランド語: Sylwia Krzemień、1978年12月31日 - ）は、ポーランドの女子相撲選手。ヴォルシュティン郡生まれ。2010年世界女子相撲選手権大会無差別級で金メダル。同年、功労青銅十字章受章。2011年US相撲オープン無差別級で金メダル。身長は172センチメートル、体重は158キログラム（ともに2010年時点）。得意技は押し出し。名はシルウィア、姓はクレミアンとも表記される。

## 経歴

### 生い立ち
ポーランド中西部ヴィエルコポルスカ県のヴォルシュティン郡に生まれ、同郡のニャウェク・ビエルキ村で育つ。1993年、ヴォルシュティン郡の第1番小学校を卒業し、同郡のヒポリット・ツェギェルスキ記念ポヴォドヴォ農業技術学校に入学する。同じ年にミロスワフ・ポラック (Mirosław Polak) らから指導を受けて円盤投および砲丸投を始める。1998年、ヴロツワフで開催されたポーランドユース選手権の砲丸投で金メダルを獲得する。1999年、ポヴォドヴォ農業技術学校を卒業する。オイゲニウス・ピアセツキー記念ポズナン体育教育大学のゴジュフ・ヴィエルコポルスキ体育学部を2006年に卒業し、修士号を取得する。同年、ゴジュフ・ヴィエルコポルスキのシロンスカ通りにある第12番学校の体育教師となる。

### 相撲を始める
2005年にビェルスコ＝ビャワでの第1回ポーランド選手権大会の砲丸投で9位となり、陸上競技選手としてのキャリアを終える。クゼミエンは、ルブシュ県の県都ゴジュフ・ヴィエルコポルスキの相撲クラブであるUKSミエシュコ・ゴジュフ (UKS Mieszko Gorzów) のマウゴジャータ・キトフスカ (Małgorzata Kitowska) から相撲をすることを何度も勧められており、好奇心をくすぐられてはいたが、在学中は行動には移らなかった。クゼミエンが相撲を始めたのは大学卒業の翌年にあたる2007年4月、28歳のときであり、キトフスカからコーチを受けた。わずかな練習の後に臨んだブジェク・ドルヌィでのポーランド選手権の80キロ超級と無差別級で金メダルを獲得、同じ年の6月にハンガリー・ブダペストで開催されたヨーロッパチーム選手権の団体で銀メダル、個人で7位となる。2007年7月30日、父親を亡くす。
2007年、ドイツ・ビュンデで開催された国際相撲シニアトーナメント大会において80キロ超級で金メダル、無差別級で銀メダルを獲得する。2007年、カンピノスで開催されたポーランドオープンの無差別級で銀メダルを獲得する。2008年、ポーランドオープンの無差別級で銀メダルを獲得する。2008年10月12日、エストニア・ラクヴェレで開催された第7回世界女子相撲選手権大会の個人と団体で銅メダルを獲得する。2008年、コジミン・ヴィエルコポルスキでのヨーロッパシニア選手権で銀メダルを獲得する。2008年、イタリア・ミラノで開催されたミラノ相撲オープンにおいて80キロ超級と無差別級で銅メダル、団体で金メダルを獲得する。2009年、スイス・レネンで開催されたヨーロッパチーム選手権で銀メダルを獲得する。2009年、ワルシャワで開催されたポーランドオープンで銅メダルを獲得する。2009年、ゴジュフ・ヴィエルコポルスキで開催されたポーランド選手権において80キロ超級で金メダル、無差別級で銀メダルを獲得する。

### 世界選手権優勝
2010年10月17日、ワルシャワで開催された第8回世界女子相撲選手権大会のシニア女子の無差別級に出場し、オランダのフランソワーズ・ハーテフェルトを下し金メダルを獲得する。2010年、ブルガリア・ヴァルナで開催されたヨーロッパシニア選手権において95キロ超級で銀メダル、団体で金メダルを獲得する。2010年、コビリンで開催された国際ポーランド選手権の無差別級で金メダルを獲得する。2011年、ラスベガスで開催された第11回US相撲オープンの重量級と無差別級で金メダルを獲得する。2011年、ブルガリア・ヴァルナで開催されたヨーロッパシニア選手権において個人で銅メダル、団体で銀メダルを獲得する。2012年10月28日、香港で開催された第9回世界女子相撲選手権大会の団体で銅メダルを獲得する。2012年、オストルフ・ヴィエルコポルスキで開催された国際ポーランド選手権の無差別級で銅メダルを獲得する。2012年、ウクライナ・ルーツィクで開催されたヨーロッパ選手権の団体で銅メダルを獲得する。2012年、クリミアで開催されたウクライナ選手権の無差別級で銅メダルを獲得する。

### プロ引退まで
2013年、ロシア・サンクトペテルブルクで開催されたワールドコンバットゲームスの相撲競技で5位となる。2013年、コロンビア・サンティアゴ・デ・カリで開催されたワールドゲームズ2013の相撲競技で7位となる。2013年、ファレニツァで開催されたヨーロッパ選手権の無差別級で金メダルを獲得する。2014年1月、ハンガリー・エールドで開催されたエールドカップ国際相撲競技大会において95キロ超級と無差別級で銀メダルを獲得する。2014年8月31日、台湾・高雄市で開催された第10回世界女子相撲選手権大会の無差別級の3位決定戦で日本の上田幸佳に押し出しで敗れ5位となる。2014年、ワルシャワで開催されたヨーロッパ選手権の95キロ超級と無差別級で銅メダルを獲得する。
2015年5月、リトアニア・シャウレイで開催されたヨーロッパ大陸相撲選手権大会において95キロ超級で4位、無差別級で6位となる。2016年4月24日、クロトシンで開催されたヨーロッパ大陸相撲選手権大会において95キロ超級と無差別級で5位、団体で銅メダルを獲得する。2016年、プロスポーツ選手としてのキャリアを終える。

## 評価・人物
2010年、世界女子相撲選手権大会での功績が称えられ、ポーランド大統領より功労青銅十字章を受章する。2010年、当時のゴジュフ・ヴィエルコポルスキ市長タデウシュ・イェジェイチャクから表彰を受ける。ルブシュ県で最も人気のあるスポーツ選手を決める投票で、クゼミエンは2010年に1位、2011年に2位、2012年に4位にランクインした。2011年、ヴォルシュティン郡の発展への功績が称えられ、郡長賞を受賞する。日刊紙ガゼータ・ルブシュのウェブサイト掲載のインタビューで、相撲によって自分の人生が変わったとの旨を述べている。砲丸投、円盤投の自己ベストは、それぞれ13.74メートル、44.52メートル。UKSミエシュコ・ゴジュフのほか、ヴォルシュティン郡のオブラ村中等学校のスポーツクラブ “Mustang” などで相撲の指導も行っている。またヴォルシュティン市のサッカークラブグロム・ヴォルシュティンで最年少層にサッカーを教えている。